# Sorex jacksoni
Sorex jacksoni là một loài động vật có vú trong họ Chuột chù, bộ Soricomorpha. Loài này được Hall & Gilmore mô tả năm 1932.

## Hình ảnh

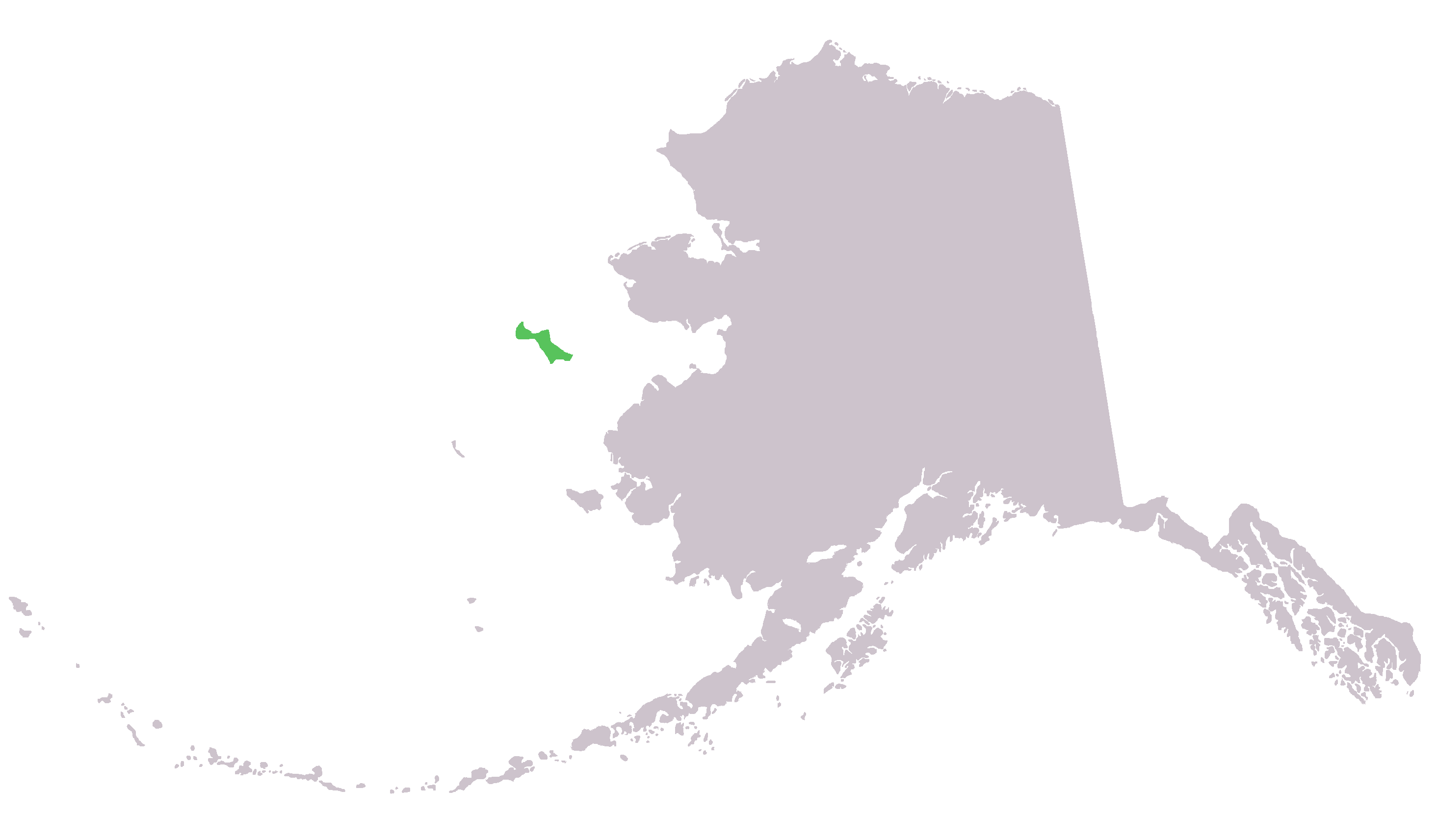